# Vikna
Vikna est une ancienne commune norvégienne située dans le comté de Trøndelag, dont le centre administratif était Rørvik. Depuis le 1er janvier 2020, elle fait partie de la commune de Nærøysund.

## Géographie
La commune s'étendait sur une superficie de 318 km2 et était formée par un archipel d'environ 6 000 îles dont les principales sont Inner-Vikna, Mellom-Vikna et Ytter-Vikna.
Elle comprenait les villages de Rørvik, Austafjord, Garstad et Valøya.

## Histoire
Le 1er juillet 1869, la commune de Vikten est créée par détachement de celle de Nærøy avant de prendre le nom de Vikna. Elle fait partie du comté de Nord-Trøndelag puis de celui de Trøndelag à partir du 1er janvier 2018. Enfin le 1er janvier 2020, Vikna fusionne avec Nærøy pour former Nærøysund.